# Kiss Me (film)
Kiss Me (She's All That) è un film del 1999 diretto da Robert Iscove.
In Italia è uscito con il titolo Kiss Me, prendendo il titolo dall'omonimo brano dei Sixpence None the Richer, che fa parte della colonna sonora. Ha avuto un remake nel 2021, He's All That, in cui si invertono i ruoli uomo-donna.

## Trama
In un liceo della California Zach e Taylor formano la coppia perfetta, lui capitano della squadra di calcio e lei per la sua bellezza destinata a vincere ogni anno il titolo di miss. Durante le vacanze pasquali Taylor conosce un divo del piccolo schermo e al ritorno molla Zach. Lui per sdrammatizzare e vendicarsi scommette con i suoi amici che con un po' di lavoro è in grado di trasformare chiunque in reginetta del ballo di fine anno. La scelta cade su Laney, una ragazza modesta e irascibile, molto insicura di sé e con la passione per la pittura. Pur se con difficoltà, Zach riesce ad avvicinarsi a Laney e i due iniziano a frequentarsi. Questa frequentazione si rivela fruttuosa per entrambi; ciascuno dei due scopre di poter imparare qualcosa dall'altro. Col passare del tempo Zach e Laney si innamorano l'uno dell'altra, ma il loro rapporto si interrompe bruscamente quando Laney scopre di essere stata oggetto di una scommessa. A complicare le cose Dean, il migliore amico di Zach, scopre di essere attratto da Laney e inizia a corteggiarla, mentre Taylor cerca di riavvicinarsi a Zach dopo essere stata lasciata dal suo nuovo partner. Zach però, ormai seriamente innamorato di Laney, dopo esser stato proclamato re del ballo scolastico con Taylor (che supera Laney per pochi voti), la raggiunge a casa sua, dove si scusa con lei dichiarandole i suoi sentimenti e riesce a farsi perdonare. I due si rimettono quindi insieme.

## Uscite internazionali
- Uscita negli USA: 29 gennaio 1999
- Uscita nel Regno Unito: 21 maggio 1999
- Uscita in Spagna: 18 giugno 1999
- Uscita in Francia: 30 giugno 1999
- Uscita in Germania: 22 luglio 1999
- Uscita in Italia: 4 febbraio 2000